# Serbest Cumhuriyet Fırkası

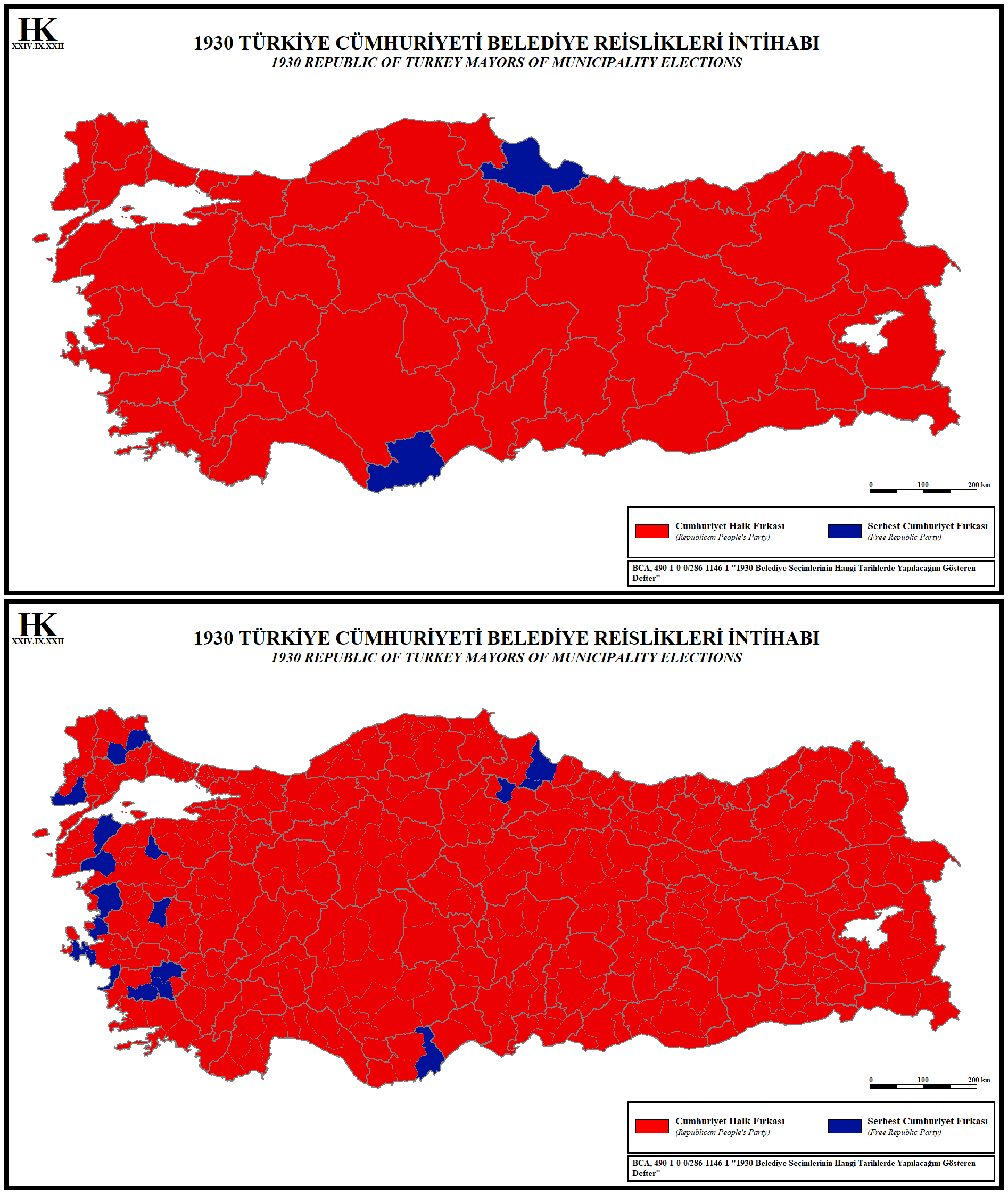

Die Serbest Cumhuriyet Fırkası oder SCF (deutsch Freie Republikanische Partei) war eine von Ali Fethi Okyar gegründete politische Partei in den frühen Jahren der Türkischen Republik. Sie wurde in der Vorstellung von Mustafa Kemal Atatürk, eine Mehrparteiendemokratie in der Türkei einzuführen, gegründet und war nach der Terakkiperver Cumhuriyet Fırkası (Fortschrittliche Republikanische Partei) von 1924 bis 1925 die zweite Oppositionspartei gegenüber der Cumhuriyet Halk Partisi (Republikanische Volkspartei, CHP).

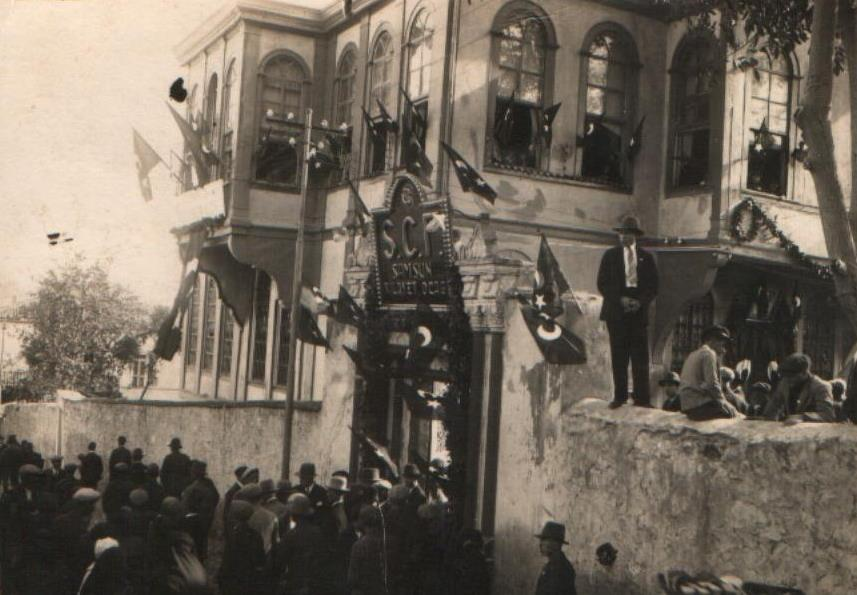
Parteibüro in Samsun

## Geschichte
Die Serbest Cumhuriyet Fırkası wurde am 12. August 1930 von Ali Fethi Okyar gegründet. Sie nahm am 5. Oktober an den ersten demokratischen Mehrparteienwahlen der kemalistischen Regierung teil; bei dieser ersten Kommunalwahl 1930 erhielt sie einen beachtlichen Teilerfolg. Die konkurrierende Regierungspartei allerdings beschuldigte die SCF, sich gezielt mit ethnoreligiösen Minderheiten, Kurden, religiösen Konservativen, Ausländern und Anhängern der Wiedereinführung des Osmanischen Systems zu verbünden. In Konstantinopel, welches 42 Sitze hatte, stellte die SCF fünf Griechen, zwei Armenier und zwei Juden auf. Nach Vorwürfen wegen Wahlfälschung löste sie sich am 15. November 1930 auf. Die Einführung des Mehrparteiensystems wurde um 15 Jahre verschoben, als 1945 wieder die erste Oppositionspartei gegründet wurde.